# Septembre 1835

## Événements
- Lois répressives contre l'opposition républicaine en France.

- 8 septembre : Giuseppe Garibaldi part de Marseille pour l'Amérique latine.
  - Le républicain italien Mazzini gagne la Suisse où il prépare une nouvelle insurrection qui prévoit l’invasion de la Savoie par un corps de volontaires et le soulèvement de la flotte de Gênes provoquée par un capitaine de la marine sarde, Giuseppe Garibaldi. L’expédition échoue. Le chef du corps de volontaires se laisse acheter et Garibaldi doit s’enfuir. Mazzini, traqué en Suisse, s’enfuit en Angleterre en 1837. La répression entraîne la désagrégation du mouvement Jeune Italie et l’exil de nombreux révolutionnaires en Angleterre, en Espagne, au Portugal ou en Amérique du Sud.

- 9 septembre, France :
  - promulgation de trois lois relatives à la sûreté de l’État, dites Lois de septembre. Elles portent modification des articles 341, 345, 346, 347 et 352 du Code d'instruction criminelle, et de l'art. 17 du Code pénal (introduction de la déportation dans une prison hors du territoire continental) :
    - loi relative au déroulement des procès des personnes accusées de rébellion, détention d’armes illicites, qui donne des pouvoirs accrus au président de la Cour d’assises et au Procureur général ;
    - loi qui ramène à la majorité simple de 7 contre 5 - au lieu de la majorité des 2/3 - la déclaration de culpabilité ou d’innocence aux assises ;
    - loi qui renforce la répression des attaques en direction de la personne du roi ou de la forme et du principe du gouvernement. Ces nouvelles lois restreignent la liberté de la presse et du théâtre (Wievorka) : Loi sur les crimes, délits et contraventions commis par la voie de la presse et autres moyens de publication.

  - Réforme des municipalités au Royaume-Uni, qui permet à la classe moyenne de participer au gouvernement des villes.
  - Victor Hugo installe Juliette dans une petite maison aux Metz.

- 10 septembre : Victor Hugo et sa famille se rendent aux Roches.

- 19 septembre : début de la Révolution des Farroupilha au Rio Grande do Sul, dans le Sud du Brésil (fin en 1845).

## Décès
- 14 septembre : John Brinkley (né en 1763), premier astronome royal d'Irlande.
- 23 septembre : Vincenzo Bellini (° 1801), compositeur italien.